# Hasseler Mühlenbach und Lamerottbach
Das Naturschutzgebiet Hasseler Mühlenbach und Lamerottbach liegt im äußersten Norden der Stadt Herten im Kreis Recklinghausen in Nordrhein-Westfalen.
Das etwa 42 ha große Gebiet, das aus zwei Teilflächen besteht, wurde im Jahr 2012 unter der Schlüsselnummer RE-056 unter Naturschutz gestellt. Es erstreckt sich vom Westen Langenbochum bis zum Osten Bertlichs und an der Nordgrenze Westerholts entlang dem Oberlauf des  Hasseler Mühlenbachs und dem Lamerottbach bis zu ihrem Zusammenfließen. Am westlichen Rand des Gebietes verläuft die Landesstraße L 630 und südlich die L 511. Nördlich erstreckt sich das 49,8 ha große Naturschutzgebiet Telgenbusch und nordöstlich das 60,5 ha große Naturschutzgebiet Loemühlenbachtal.
Der Hasseler Mühlenbach ist bachabwärts noch Träger des NSG Am Hasseler Mühlenbach und vereinigt sich bei Haus Lüttinghof, NSG Hasseler Mühlenbach, Rappenhofsmühlenbach, Picksmühlenbach, mit dem Picksmühlenbach zu Rapphoffs Mühlenbach, der in Dorsten in die Lippe mündet.